# Улумбеков, Эрнст Галимович
Эрнст Гали́мович Улумбеков (род. 31 августа 1936, Казань, Татарская АССР, СССР — 26 марта 2016) — советский и российский учёный-гистолог. Доктор медицинских наук. Профессор Казанского медицинского университета. Автор монографий, научных трудов и статей, автор нескольких учебников для медицинских вузов.

## Биография
Эрнст Улумбеков родился 31 августа 1936 года в Казани. Имя получил в честь немецкого коммуниста Эрнста Тельмана.
Отец — Галим Нигматуллович Улумбекова, потомок крестьян из Оренбургской губернии. После голода в Поволжье (1921—1922) он переехал в Казань. Работал на различных должностях в коммунистической партии. В конце 1920-х годов он издал книгу стихов на татарском языке. Мать — родилась в селе в Закамье в семьи муллы. Окончила казанский землеустроительный техникум.
Эрнст учился в казанской казанской школе № 19 имени В. Г. Белинского. Во время обучения в школе имел склонность к изучению французского языка, который преподавал Сергей Александрович Булацель. По окончании школы Улумбеков решил поступить на филологический факультет Московского университета. Успешно пройдя собеседования по французскому языку, русской и зарубежной литературе, он оступился на знании труда Сталина «Марксизм и вопросы языкознания». В итоге он, в 1954 году, поступает на лечебно-профилактический факультет Казанского медицинского института, который окончил с отличием в 1960 году.
После окончания института некоторое время работал патологанатомом и судебно-медицинским экспертом в Чистополе Татарской АССР. Также некоторое время работал в Новосибирском академгородке. С 1962 года по 1965 год учился в аспирантуре на кафедре гистологии Казанского медицинского института. С 1965 года — ассистент, а с 1969 года — доцент кафедры гистологии Казанского медицинского института.
В 1966 году защитил кандидатскую диссертацию по теме «Гистохимическое изучение инкапсулированных чувствительных нервных окончаний». Научные руководители профессора Георгий Ипполитович Забусов и Аркадий Павлович Маслов. В 1972 году защитил докторскую диссертация по теме «Анализ структурной и гистохимической организации тканевых механорецепторов позвоночных», его консультантами выступили профессора Виктор Валентинович Португалов и Георгий Ипполитович Забусов.
С 1972 года по 1986 год — заведующий кафедрой гистологии Казанского медицинского института. В 1970—1980-е годы являлся инициатором и организатором проведения Всесоюзных нейробиологических школ на базе Казанского медицинского института. С 1986 года по 1996 год — профессор кафедры гистологии Казанского медицинского института.
Участвовал в локализации татарского языка для компьютерных программ. С 1994 года работал в издательстве «ГЭОТАР-Медиа». Являлся главным редактором издательской группы «ГЭОТАР-Медиа». Под его руководством был написан «Большой энциклопедический словарь медицинских терминов», над которым трудился коллектив из почти сотни экспертов.
Скончался 26 марта 2016 года от разрыва аорты. Похоронен 27 марта 2016 года на татарском кладбище поселка Шеланга. В настоящее время именем Эрнста Улумбекова названа стипендия в Казанском государственном медицинском университете.

## Наука
В сферу его научных интересов входил широкий спектр от классической нейрогистологии до регуляторных взаимоотношений в биологических системах.
Улумбеков внёс большой вклад в изучение структурных и цитохимических характеристик тканевых механорецепторов. Руководил получением данных о цитохимических коррелятах функционирования инкапсулированных механорецепторов. Являлся инициатором проведения первых работ количественной цитохимии тканевых рецепторов. Улумбеков впервые сформулировал представление о присутствии специфических белков в структурах чувствительных воспринимающих приборов методом качественной гистохимии. Методом количественной цитохимии и биохимического анализа он верифицировал их функциональную роль. На своей кафедре он внедрил в практику научных исследований методы электрофореза и микроэлектрофореза.
Одной из его основных работ была разработка концепции нейротрофического контроля на модели «мотонейронскелетная мышца». Руководил исследованиями регуляции пластичности скелетной мышцы.
Написал более 100 научных работ. Под его руководством защищено 10 кандидатских и 2 докторские диссертации Николая Павловича Резвякова и Юрия Александровича Челышева.

## Семья
Супруга Ляля Энверовна Улумбекова (род. 1937 г.) — руководила патологоанатомическим отделением в городской больнице. С 1969 года по 1979 год училась в общеобразовательной школе № 18 г. Казань, которую окончила с золотой медалью.
Дочь Гузель Улумбекова (род. 1962 г.) — доктор медицинских наук. Ректор Высшей школы организации и управления здравоохранением (ВШОУЗ).